# Leonhard Ludwig Mencke
Leonhard Ludwig Mencke (* 9. Januar 1711 in Leipzig; † 8. Juli 1762 in Wittenberg) war ein deutscher Jurist.

## Leben
Mencken wurde durch Privatlehrer ausgebildet. Am 13. Juni 1721 wurde der Sohn des Wittenberger Professors Gottfried Ludwig Mencke der Ältere an der Universität Wittenberg immatrikuliert. Nachdem er seine juristischen Studien absolviert hatte, promovierte er unter seinem Vater am 29. Juni 1737 zum Lizentiat und Doktor der Rechte. 1739 wurde er außerordentlicher Beisitzer an der juristischen Fakultät der Universität, bekam eine Stelle als Advokat am Hofgericht und am Wittenberger Konsistorium. Nachdem man Mencke am 30. April 1751 als Assessor an der juristischen Fakultät aufgenommen hatte, war er von 1759 bis 1762 als Bürgermeister von Wittenberg tätig.

## Werkauswahl
- Diss. inaug. de crimine perduellionis, eiusque poena. Wittenberg 1737
- Diss. de evictione,  in cessione nominis praestanda. Wittenberg 1738
- Progr. de muto, surdo, et muto simul surdo inrante. Wittenberg 1738
- Diss. de iure Protimiseos, Domino directo in quavis seudorum alienatione, secundum ius Saxonicum competente. Wittenberg 1738 (Soll den Respondenten zum Verfasser haben.)
- Diss. de vasallo Saxonico, invito territorii domino in numerum militantium alterius domini transire prohibito. Wittenberg 1740
- Diss. de restitutionis in integrum praescriptione. Wittenberg 1744